# نقطة فيرما

إنشاء نقطة فيرما.

في الهندسة الرياضية، يطلق اسم نقطة فيرما على حل مسألة إيجاد نقطة F داخل مثلث ABC بحيث أن المسافة الكلية من هذه النقطة إلى رؤوس المثلث الثلاثة تكون أصغرية. سميت هذه النقطة على اسم بيير دي فيرما الذي كان أول من قام بإنشاءها.

## إنشاء نقطة فيرما
تتبع الخطوات التالية لإنشاء نقطة فيرما كما هي موضحة بالشكل:
1. أنشئ ثلاث مثلثات متساوية الأضلاع من كل ضلع من أضلاع المثلث المفترض
2. من كل رأس جديد في المثلث المتساوي الأضلاع ارسم مستقيم يصل هذا الرأس بالرأس المقابل للمثلث الأصلي
3. تتقاطع المستقيمات الثلاثة في نقطة هي نقطة فيرما.

## وصلات خارجية
نقطة فيرما على موقع مشروع ويلفرام (لغة إنكليزية).